# Nacho Méndez
Nacho Méndez (Ignacio Méndez Parra) es un músico, compositor, actor y dramaturgo mexicano nacido en la Ciudad de México en 1939. Para efectos legales el nombre que aparece en su acta de nacimiento es Ignacio Enrique Diego Méndez y Parra.

## Biografía
Nacho Méndez nació el 2 de enero de 1939 en la Ciudad de México. Comenzó como cantante y músico en el conjunto Los diablos del ritmo, grupo tropical comandado por Jano Portillo, en 1956. Poco después Jorge Loya lo invitó a participar en un grupo vocal llamado Los Modernistas que no tuvo mucha proyección comercial. Se ganó la vida escribiendo textos para publicidad. Recibió gratuitamente lecciones de orquestación del maestro Joaquín Prieto, antes de formar un grupo vocal con Viola Tapia (hoy Viola Trigo), Mauricio Herrera y Jacobo Holtzman. Este cuarteto se llamó Los Vocalistas y además de hacer coros en los discos del momento, con Enrique Guzmán, César Costa, Angélica María, Oscar Madrigal, Julissa y otros, encontró un campo de trabajo grabando voces para anuncios comerciales. Esto lo llevó a escribir música para “jingles” o comerciales. Su primero fue “Burbujita de la Sal de Uvas Picot”, en 1960. 
Tras escuchar por primera vez en 1962 un disco de João Gilberto, se enamoró de Brasil y la Bossa-Nova. Viajó a ese país en 1964 y conoció a los grandes del momento: Antonio Carlos Jobim, Vinícius de Moraes, João Gilberto, Roberto Menescal, Carlos Lyra, Os Cariocas, etc. Luego viajó a España donde trabajó como director de orquesta en la gira de Enrique Guzmán durante casi un año.
De regreso en México recibe la invitación de Alberto Isaac para escribir la música de la película En este pueblo no hay ladrones, con la que obtiene un premio nacional en el Primer Concurso de Cine Experimental, en 1965. Eso sería el principio, pues Nacho lleva escrita la música de más de 50 largometrajes hasta la fecha, entre los que figuran Ángeles y querubines, Las noches de Paloma, El Topo, Víbora caliente, Los renglones torcidos de Dios, La ilegal, Katy la oruga, Frontera y Amor libre, habiendo obtenido un Ariel y dos Diosas de Plata en la especialidad de música de fondo escrita especialmente para cine. De regreso en los medios publicitarios, Nacho Méndez se mete de lleno en ese mundo habiendo compuesto hasta la fecha más de 500 jingles entre los que recuerda “Twinky Wonder… qué rico pastel” y “La planta de Jumex”.
En 1965, con Juan José Gurrola y Pixie Hopkin estrena, en La Casa de la Paz, el espectáculo Dos más ocho en pop, en el que Nacho y Pixie cantan acompañados de un grupo tropical combinado con un cuarteto clásico de cuerdas, con arreglos y dirección musical de Nacho. En 1966 presenta Dimensión 66 con Matilde y Los Profetas. Luego, en 1967, el legendario H3O, bajo la dirección escénica de Alejandro Jodorowsky y la actuación de la bella y talentosa Nadia Milton, en la Casa de la Paz y el Teatro Antonio Caso. Completaban el reparto Pepe Ávila en el contrabajo, Héctor Jaramillo (Héctor Morelli) en la flauta y brevemente Mickey Salas en la batería, quién fue sustituido poco después por Rafael Acosta. En ese espectáculo hizo su debut como bailarina Ofelia Medina. Nacho Méndez experimentó por primera vez en México una idea novedosa: la de combinar pistas con músicos y voces en vivo. Escribió los arreglos orquestales que ejecutó la Orquesta Sinfónica del Estado de México y esas grabaciones servían de pistas durante el espectáculo. El sonido era de Víctor Rapoport y David Baksht. Por su parte, Jodorowsky diseñó el vestuario, dirigió escena y produjo un par de cortos en 16 milímetros que formaban parte del show.
En 1969 ingresa al elenco de La Cosquilla, programa televisivo escrito y dirigido por Raúl Astor. En este programa Nacho escribe toda la música original y también debuta como actor cómico con el famoso “No pos sí.” En 1972 presenta, en la Casa de la Paz, el espectáculo Nacho Méndez otra vez, con Nando Estevané, Ricardo Delgado y La Generación Espontánea (Mónica Rubio, Julita Pérez Magana, Nívea Ruiz y Magdalena Ruiz). En 1975 estrena Tres por dos más uno, en el que comparte créditos con sus primos Memo Méndez Guiu, Nando Estevané y Oscar Rountree. En 1976 es invitado por Raúl Astor para escribir la música de El Fantasma de la Ópera, adelantándose diez años a Andrew Lloyd Webber. La comedia musical, basada en el libro del francés Gastón Leroux es un éxito en el Teatro de los Insurgentes, con Julio Alemán y Lucía Méndez en los papeles principales. Julio recibía cada noche una prolongada ovación (a veces de cinco minutos) cuando interpretaba la canción “¿Por qué yo no?”, con letra de Raúl Astor y música de Nacho Méndez.
En 1978 participa en el festival OTI. Nacho escribe la letra, la música y los arreglos musicales de “Cuando pienso en ti”, interpretada por Lila Deneken, que los llevó al segundo lugar en la final. Nacho participaría después en la OTI en 1980 y 1981 con Lupita Deneken y Gualberto Castro, quedando siempre como finalista. Aparte de estas experiencias en la OTI, ninguna canción de Nacho fue famosa nunca, aunque ha registrado casi 200 títulos, entre cantadas e instrumentales, algunas con la colaboración de diferentes letristas. (véase lista final)
En 1980 se estrena en el Teatro Helénico una obra musical con libreto y canciones de Nacho Méndez, Yo contigo, tú conmigo, llevando en los papeles estelares al propio Nacho, a Nando Estevané y a Patricia Ancira. Producción y dirección de Marcial Dávila.
En 1981 forma parte del elenco del programa Viva el domingo que se transmitía todos los domingos por canal 2 con una duración de tres horas. Libretos de Germán Dehesa y un elenco estelar encabezado por Héctor Bonilla y Talina Fernández. Aquí Nacho tuvo la oportunidad de dar vida a diversos personajes creados por Germán Dehesa especialmente para él —“El pregrabado”, “El cuñado” “El mírame cómo me pongo” y “El teacher de inglés”—, además de encargarse, por supuesto, de la dirección musical del programa.
De 1981 a 1983 forma parte del Consejo Directivo de la Sociedad de Autores y Compositores de Música, bajo la presidencia de Consuelo Velázquez y posteriormente de Roberto Cantoral.
En 1985 Nacho se integra al elenco de Imevisión. Otra vez con libretos de Germán Dehesa, Nacho protagoniza durante un año y medio por canal 7 el programa semanal de una hora Con N de Nacho, en el que se contaban las peripecias de un compositor soltero a quien le ocurrían las más disparatadas aventuras. Por esos años, Nacho escribe la música y letra del tema institucional “Imevisión… porque usted es nuestra gente”. Poco después (1987) produce, escribe y conduce el programa semanal Sin compromisos con una orquesta de 25 músicos. Cada semana Nacho escribía los arreglos orquestales para cantar y para acompañar al invitado de la semana. 52 invitados desfilaron por las pantallas de Imevisión en esta serie televisiva, entre ellos David Haro, Mexicanto, Betsy Pecanins, Tania Libertad, Freddy Noriega, Jorge Buenfil, Daniel Riolobos Jr., Vicente Garrido, etc.
Se presentó en diversos foros con el espectáculo Mexicano por fuera, brasileiro por dentro, con un repertorio integrado exclusivamente por temas brasileños, en portugués.
Residió aproximadamente diez años (1984-1994) en Albuquerque, Nuevo México, donde estuvo dedicado a la producción musical sin descuidar su contacto con México, pues continuaba escribiendo música de películas, principalmente para Televicine y actuando en programas de Imevisión.
En 1995 funda, con otros compañeros músicos, la Asociación Mexicana de Productores Musicales, A. C. (AMPROMAC), siendo elegido como su primer presidente.
En diciembre de 1996 escribe la obra teatral para dos personajes y un sofá "Mónica y el profesor". Luego invita a su amigo Héctor Bonilla para que dirija la puesta en escena. Se forman tres elencos que ensayan bajo la dirección de Héctor y los tres elencos estrenan simultáneamente, el mismo día y a la misma hora (28 de abril de 1997), en tres teatros distintos. Nacho debuta como actor de teatro en uno de estos tres elencos. La obra se presenta en el teatro Casa de la Paz con Patricio Castillo y Claudia Apodaca, en el Teatro Galerías, con Roberto Sosa y Gabriela Canudas, y en el Telón de Asfalto con Nacho Méndez y María Rebeca.
El 8 de diciembre de 1996 se presenta en la Sala Ollin Yoliztli al lado del talentosísimo pianista, compositor y arreglista norteamericano Clare Fischer. Ambos presentan un repertorio formado exclusivamente por canciones de Antonio Carlos Jobim. Nacho con su guitarra interpreta en portugués los delicados temas que llevan letra del propio Jobim, de Vinícius de Moraes, de Chico Buarque, Aloysio de Oliveira y otros. Clare dirige la orquesta de 25 músicos con arreglos de Nacho Méndez.
A partir de 1995 se dedicó a escribir, producir y dirigir programas educativos para el Instituto Latinoamericano de la Comunicación Educativa comenzando con la serie Acércate a la música, de cinco capítulos. Después vinieron 26 capítulos de la serie Nuestras raíces musicales, 13 programas de la serie Quién está diciendo la verdad (con Demián Bichir, Sofía Álvarez, Patricio Castillo, Susana Alexander y Germán Dehesa), 4 programas de La guitarra de Nacho y 13 capítulos de Y ahora quién está diciendo la verdad (con Cecilia Gabriela, Luis Gática, Julieta Bracho, Juan Antonio Edwards y Yuvia Charlín). Todos estos programas se transmitieron por la Red Edusat a toda la República Mexicana, por Canal 22 en la Ciudad de México y otras frecuencias. Algunos de ellos siguen transmitiéndose.
De mayo a noviembre del 2000 Nacho presenta el espectáculo Para Serrat con broche de oro en el que comparte créditos con el actor, músico y cantante Enrique Rambal. Ambos interpretaron un variado repertorio original de Joan Manuel Serrat los miércoles en La Planta de Luz de Plaza Loreto.
En septiembre del 2000 se presenta México de mis abuelos, cuatro conciertos en la sala Ollin Yolliztli. Nacho seleccionó 22 temas de lo más representativo del repertorio musical de principios del siglo XX. Escribió los arreglos musicales para toda la orquesta (34 elementos), bajo la batuta de Víctor Manuel Peña, y tuvo a su cargo las interpretaciones vocales como solista.
En mayo de 2001 se puso en escena una nueva versión, más atrevida, de la obra Mónica y el profesor, en el teatro Coyoacán, protagonizada por María Rebeca y Nacho Méndez, bajo la dirección de Héctor Bonilla y la producción de Sofía Álvarez.
En agosto de 2001 comenzó el rodaje del largometraje Mónica y el profesor. Producida por Sergio Perezgrovas, la película se exhibió en la Muestra de Cine Internacional de Guadalajara, entre el 21 y 27 de marzo de 2003. Participó también en otros dos festivales de cine a nivel internacional (Dallas y El Chamizal) y fue exhibida en la Cineteca Nacional el 6 de mayo de 2003. Es la ópera prima de Héctor Bonilla como director cinematográfico y el debut de Nacho Méndez como actor estelar en cine. Poco después se estrenó comercialmente por una breve temporada en Cinemex.
En 2003 Nacho hizo dos presentaciones, en el Teatro de la Ciudad, del espectáculo musical El cancionero del abuelo, en el que interactúa con músicos y actores virtuales, así como personajes famosos. El 15 de septiembre de 2003 Nacho Méndez se presentó en el Zócalo Capitalino, cantando para más de cien mil espectadores y acompañado por una orquesta de 42 músicos, con el espectáculo México de mis abuelos.
En el 2003, prepara el unipersonal Nacho Méndez canta Serrat y aparece, después de muchos años sin grabar, su primer CD, con las canciones del gran cantautor catalán y arreglos de Nacho.
En el 2004 estrena, en el Teatro de la Ciudad, su espectáculo Nacho Méndez canta Cri-Cri, con canciones de Francisco Gabilondo Soler y edita, simultáneamente, un CD con el mismo título. Este espectáculo se ha presentado muchas veces, en diversos foros, especialmente en el Foro Cultural Coyoacanense Hugo Argüelles.
En el 2005 propone una curiosa fusión: canción ranchera al estilo bossa-nova. Este arriesgado experimento da por resultado el disco Nacho Méndez, un mexicano en Brasil, con 12 canciones rancheras en ritmos brasileños. Firma contrato con la disquera Urtext, para la distribución.
Dedica todo el 2006 a producir, escribir y conducir la serie de televisión educativa Nuestras canciones, que aparece por la Red Edusat y Canal 22 a partir de octubre de 2007 y en el que rinde homenaje a 52 autores mexicanos y latinoamericanos, con 52 canciones y 52 invitados, entre los que recordamos a Héctor Bonilla, Tania Libertad, Oscar Chávez, Lila Deneken, Mauricio Herrera, Gualberto Castro, etc.
En noviembre de 2007, gracias al éxito obtenido por su disco anterior aparece, también bajo el sello de la disquera Urtext, Un mexicano en Brasil, volumen 2, en el que otras doce canciones mexicanas reciben tratamiento de samba y bossa-nova.
También, a partir de noviembre de 2007, Nacho presenta en diversos foros una conferencia musicalizada titulada Nuestras canciones y sus autores. En ella recuerda, junto con el público, 45 fragmentos de canciones mexicanas, haciendo énfasis en los nombres de los autores y algunos otros datos pertinentes.
En 2008, la empresa Pro-Disc pone a la venta dos nuevos discos de Nacho: Bossalfredo, con temas de José Alfredo Jiménez en ritmo de bossa-nova, y en 2009 otro, Mexican Bossa, con temas de otros autores mexicanos.
A finales del año 2010, Nacho produjo la colección discográfica 50 años de canciones mexicanas, una historia de la canción mexicana de 1920 a 1969 desglosada en 5 discos. Una voz narrativa nos va recordando cuáles fueron las canciones más importantes del repertorio nacional, haciendo énfasis en el año de su creación y el nombre de sus autores. Escuchamos luego un fragmento de cada una de esas canciones. La selección de temas, investigación de autores, textos, voz narrativa, arreglos musicales, interpretación de instrumentos reales y virtuales, voz cantada, mezcla y masterización fueron realizadas personalmente por Nacho Méndez.
De 2009 a principios del 2015 Nacho vivió en Playa del Carmen, Quintana Roo. En 2014 hace una autobiografía en video, con duración de casi dos horas y posteriormente la sube a YouTube, donde cualquiera puede verla.  Luego vivió un año en San Miguel de Allende. Desde septiembre de 2015 Nacho ha participado como libretista y conductor del programa Noche, boleros y son que se transmite todos los domingos a las 8 PM por Canal Once. En abril de 2016, Nacho decide mudarse de nuevo a la Ciudad de México.
Por esas fechas, Nacho presenta, en diversas ocasiones, sus shows unipersonales, en la Fundación Miguel Alemán, la Fundación Jorge González Camarena de San Miguel de Allende, en el Auditorio Teopanzolco, de Cuernavaca Morelos, y en otros recintos.
Desde septiembre de 2020, Nacho vive en Cuernavaca, Morelos.
Casado tres veces (con Nadia Milton en 1967, con Patricia Capon, en 1976 y con Bertha Barjau, en 1982). Se ha divorciado tres veces. Tiene dos hijos: Juan Pablo Méndez Barjau (nacido en 1984) y Jordi Arán Méndez Barjau (nacido en 1986).

## Discografía (como intérprete)
- 1963	“Once canciones de amor y una impostura” (discos América)
- 1965 “La nueva onda de Nacho Méndez” (discos Capitol)
- 1966	“2+8 en pop” y “Dimensión 66” (ambos Capitol, extended play)
- 1967	“La música de H3O” (producción independiente)
- 1972	“Ángeles y querubines” (discos Nervo) Banda sonora de la película.
- 1974	“Tres por dos más uno” (producción independiente)
- 1980	“Yo contigo, tú conmigo” (producción independiente)
- 1983	“Para mis amigos” (solo en casete, producción independiente)
- 1988	“Sin compromisos” (producción independiente) distribuido por Pentagrama
- 2003	“Nacho Méndez canta Serrat” (producción independiente)
- 2004	“Nacho Méndez canta Cri-Cri” (producción independiente)
- 2005	“Un mexicano en Brasil” (producción independiente) distribuido por Urtext
- 2007	“Un mexicano en Brasil, vol. 2” (producción independiente) dist. Urtext.
- 2008 "Bossalfredo" (producción independiente) distribuido por Prodisc.
- 2009 "Mexican Bossa" (producción independiente) distribuido por Prodisc.
- 2010 "50 años de canciones mexicanas" (producción independiente).

## Discografía (como productor)
- Nando Estevané (con José Antonio Zavala – Sacmex)
- Katy la Oruga (con Silvia Roche – Procremusa)
- Burburock (con Silvia Roche – Procremusa)
- Mimoso ratón (con Silvia Roche – Procremusa)
- Cri-Cri digital volumen 1 (para discos Ariola)
- Cri-Cri digital volumen 2 (para discos Ariola)

## Series de televisión (como músico, compositor, actor, guionista o conductor)
- 1963	“Estrellas Palmolive” (Televicentro)
- 1963	“Seis a las siete treinta” (Televicentro)
- 1965	“La hora de Orange Crush”, con Raúl Astor (Televicentro)
- 1967	“La hora de Raúl Astor” (Televicentro)
- 1968	“El mundo está loco, loco” con Raúl Astor (Televicentro)
- 1969	“La Cosquilla” con Raúl Astor (Televicentro)
- 1973	“Plaza Sésamo” (temas para la versión mexicana del programa)
- 1974	“El manantial del milagro” tema de telenovela (Televisa)
- 1976	“Rina” (tema musical de la telenovela) (Televisa)
- 1977	“El manantial del milagro” (telenovela Televisa) (dir. Ernesto Alonso)
- 1977	“Pacto de amor” tema de telenovela (Televisa)
- 1977	“Un pacto de amor” (música para la telenovela, tema Desencuentro) Televisa
- 1978	“Esta noche es Lucía”, con Lucía Méndez (Televisa)
- 1978	“Super estelar musical” (dir. Humberto Navarro) (Televisa)
- 1979	“La revista increíble de Silvia Pinal”
- 1979	“Sábado loco, loco”, con Raúl Astor” (Televicentro)
- 1980	“El mundo mágico de Mafalda” tema musical de la TV serie (Televisa)
- 1980	“Viva el domingo” (Televisa San Ángel)
- 1982 El tesoro del saber (dir. Enrique Segoviano) (Televisa)
- 1983	“Con N de Nacho” (Imevisión) (prod. Nacho Méndez)
- 1983	“Ritmo vital” Televisa San Ángel (música original de Nacho Méndez)
- 1985	“¡Qué lío con este trío” tema musical (dir. Jorge Ortiz de Pinedo) (Televisa)
- 1985	“La almohada” tema musical (dir. Germán Dehesa) Imevisión
- 1985	“Mandarina mecánica” tema de TV serie (dir. Germán Dehesa) Imevisión
- 1985	“Video éxitos” (tema musical escrito con Álvaro Dávila) (Televisa)
- 1986	“Ave Fénix” tema de telenovela (dir. Enrique Segoviano) (Televisa)
- 1986 “Los Protagonistas” tema de TV deportiva (Imevisión / TV Azteca)
- 1986	“Con N de Nacho” segunda serie (Imevisión)
- 1987	“Bruno y Lucía” tema musical (dir. Germán Dehesa) Imevisión
- 1987	“Sin compromisos” (Imevisión) (dir. Javier García Rivera, prod. Tere Costa)
- 1997	“Acércate a la música” (ILCE – Edusat) (prod. Nacho Méndez)
- 1997	“Nuestras raíces musicales” (ILCE – Edusat) (prod. Miguel Ángel Acevedo)
- 1998	“Nuevas tardes” (dir. Enrique Segoviano) (Televisa)
- 1999	“¿Quién está diciendo la verdad? (ILCE – Edusat) (prod. Miguel Ángel Acevedo)
- 2000	“La guitarra de Nacho” (ILCE – Edusat) (prod. Nacho Méndez)
- 2005	“Y ahora, quién está diciendo la verdad? (ILCE – Edusat) (prod. Nacho Méndez)
- 2007	“Nuestras canciones” (ILCE – Edusat) (prod. Nacho Méndez)
- 2015  "Noche, boleros y son" (Canal Once) Conductor y guionista: Nacho Méndez
- 2017  "Noche, boleros y son" (Canal Once) Nacho hace comentarios sobre las letras de las canciones en el programa, que ahora conduce Rodrigo de la Cadena.

## Espectáculos y teatro
- 1965	“Dos más ocho en Pop” (dir. Juan José Gurrola)
- 1966	“Dimensión 66” (dir. Nacho Méndez)
- 1967	“H 3 O” (dir. Alexandro Jodorowsky)
- 1969	“Cuatro y Ernesto” (dir. Fernando Luján)
- 1970	“El juego que todos jugamos” (dir. Alejandro Jodorwsky)
- 1972	“Era puro cuento (dir. Héctor Bonilla, con Sergio Jiménez)
- 1975	“El fantasma de la ópera” (dir. Raúl Astor)
- 1975	“Tres por dos más uno” (dir. Nacho Méndez)
- 1977	“Yo amo, tú amas, los idiotas no” (dir. José Luis Ibáñez)
- 1980 “Yo contigo, tú conmigo” (dir. Marcial Dávila)
- 1981	“Tarzanada” (prod. Pixie Hopkin)
- 1986 “Un brusco viraje” (dir. Nacho Méndez)
- 1989	“Nacho Méndez sin compromisos” (dir. Nacho Méndez)
- 1990 “Mexicano por fuera, brasileiro por dentro” (dir. Nacho Méndez)
- 1992 “Nacho Méndez, con Xóchitl Vigil y Víctor Peña” (dir. Nacho Méndez)
- 1993	“México lindo y querido” (dir. Nacho Méndez)
- 1994	“Hello Dolly” (prod. Silvia Pinal, dir. José Luis Ibáñez)
- 1995	“Sylvia” (prod. y dir. Susana Alexander)
- 1996 “La música de Antonio Carlos Jobim” (con Clare Fischer)
- 1997	“Mónica y el Profesor” (dir. Héctor Bonilla)
- 2000 “México de mis abuelos” (dir. de orquesta Víctor M. Peña)
- 2000 “Para Serrat, con broche de oro” (con Enrique Rambal)
- 2001	“Mónica y el profesor” (teatro) reposición Teatro Coyoacán
- 2003 “El cancionero del abuelo” (dir. Nacho Méndez)
- 2003 “Nacho Méndez canta Serrat” (dir. Nacho Méndez)
- 2004 “Nacho Méndez canta Cri-Cri” (dir. Nacho Méndez)
- 2005 “Ipanema” (Con Germán Dehesa y João Henrique) (dir. Germán Dehesa)
- 2005 “Un mexicano en Brasil” (dir. Nacho Méndez)
- 2007 “Nuestras canciones y sus autores” (dir. Nacho Méndez)

Además de todos estos espectáculos teatrales, a partir de 2014, Nacho presenta shows unipersonales en diferentes foros, fundaciones y centros culturales. Estos shows son:
- Nacho Méndez canta Cri-Cri para gente grande
- Nacho Méndez canta Serrat
- Nuestras canciones y sus autores
- NM recordando a Joao Gilberto
- NM presenta "Bossalfredo" (canciones de José Alfredo Jiménez en bossa-nova)
- Nacho Méndez canta sólo boleros

## Filmografía (música de fondo largometrajes)
- 1965	En este pueblo no hay ladrones (dir. Alberto Isaac)
- 1966	Juego peligroso (dir. Arturo Ripstein, Luis Alcoriza)
- 1968	Paula: Lágrimas de amor. (dir. Abel Salazar)
- 1969	Matrimonio y sexo (dir. Alberto Mariscal)
- 1970	El Topo (dir. Alejandro Jodorowsky)
- 1971	Ángeles y querubines (dir. Rafael Corkidi)
- 1972	La mansión de la locura (dir. Juan López Moctezuma)
- 1976	El Mexicano (dir. Mario Hernández)
- 1976	Víbora caliente (Hot Snake) (dir. Fernando Durán)
- 1977	Fantoche (dir. Jorge de la Rosa)
- 1977	Las noches de paloma (Dir. Alberto Isaac)
- 1977	Sabor a sangre (dir. Mario Hernández)
- 1978	Amor libre (dir. Jaime Humberto Hermosillo)
- 1978	En defensa propia (dir. Toni Sbert)
- 1978	Matar por matar (dir. Toni Sbert)
- 1978	Soy el hijo del gallero (dir. Mario Hernández)
- 1979	En la trampa (dir. Raúl Araiza)
- 1979	La ilegal (dir. Arturo Ripstein)
- 1979	Nora la rebelde (dir. Mauricio de la Serna)
- 1979	Triunfo sucio (El sexo de los ricos) (dir. Tulio Demicheli)
- 1980	Frontera (dir. Fernando Durán)
- 1980	La misma piel (dir. Raúl Astor) película en vídeo.
- 1981	Noche de juerga (dir. Miguel M. Delgado)
- 1981	Novia, esposa y amante (dir. Tulio Demicheli)
- 1982	Lagunilla II (dir. Abel Salazar)
- 1983	Charrito (dir. Roberto Gómez Bolaños)
- 1983	Don Ratón y don Ratero (dir. Roberto Gómez Bolaños)
- 1983	Los renglones torcidos de Dios (dir. Tulio Demichelli)
- 1984	El sexo de los ricos (El triunfador) (dir. Tulio Demicheli)
- 1984 Katy la oruga (Katy Katerpillar) (dir. José Luis y Santiago Moro)
- 1984	La muerte del chacal (Dir. Pedro Galindo)
- 1984	Siete en la mira (dir. Pedro Galindo III)
- 1984	Ya nunca más (dir. Abel Salazar)
- 1985	Cacería de un criminal (dir. Pedro Galindo III)
- 1985	Fiebre de amor (dir. René Cardona Jr.)
- 1985	Katy, Kiki y Koko (The Katerpillar Kids) dir. José Luis y Santiago Moro)
- 1985	Lobo salvaje (dir. Rubén Galindo Jr.)
- 1986	Chidoguan, el tacos de oro (dir. Alfonso Arau)
- 1986	Chiquita, pero picosa (dir. Julián Pastor)
- 1986	El trailer asesino (dir. Alfredo Gurrola)
- 1986	La casa que arde de noche (dir. René Cardona Jr.)
- 1986	Mauro el mojado (dir. Alberto Mariscal)
- 1988	El rey de los taxistas (dir. Benito Alazraki)
- 1988	Katy, Kiki y Koko (Katy Meets the Aliens) (dir. José Luis y Santiago Moro)
- 1988	Herencia maldita (Algunas nubes) (Dir. Carlos García Agraz)
- 1989	Escápate conmigo (dir. René Cardona Jr.)
- 1989	Los machos están fatigados (dir. Raúl de Anda Jr.)
- 1989	Mi compadre Capulina (dir. Víctor Ugalde)
- 1990	Cacería de un fugitivo' (dir. Pedro Galindo III)
- 1991	Soy libre (dir. Juan Antonio de la Riva)
- 1995	Hasta que los cuernos los separen (dir. Benito Alazraki)
- 2002	Mónica y el profesor (dir. Héctor Bonilla)

## Filmografía (música de fondo, cortometrajes)
- 1985	El bosque (dir. Rubén Torres)
- 1973	Serie “Los aventureros del mar” (dir. Ramón Bravo)

## Playbacks en largometrajes cuya música de fondo no es de Nacho Méndez
- 1965	Especialista en chamacas (dir. Chano Urueta) “Será el sábado”
- 1967	Ven a cantar conmigo (dir. Alfredo Zacarías)“Mi bicicleta” y “Cuando yo sea grande”
- 1968	Vestidas y alborotadas (dir. Miguel Morayta) “Un chico moderno)
- 1977	Los Pequeños privilegios (dir. Julián Pastor) “Nube caliente”

## Canciones (cuando la letra no es de Nacho, se indica el letrista)
- 1.	A taste of Spain (instrumental)
- 2.	A todo dar (letra: Silvia Roche)
- 3.	A veces (letra: Paco Ignacio Taibo II)
- 4.	Acapulco, no te culpo (letra: Germán Dehesa)
- 5.	Agarra tu patín (letra: Enrique Puente)
- 6.	Algo maravilloso va a suceder (letra: Raúl Astor)
- 7.	Algo terrible va a suceder (letra: Raúl Astor)
- 8.	Angela (instrumental)
- 9.	Antes de volar (letra: Silvia Roche)
- 10.	Apples (casi instrumental)
- 11.	Arma secreta (letra: Silvia Roche)
- 12.	Auxilio (versión autorizada de Help! de Lennon & McCartney)
- 13.	Ave Fénix (tema de la telenovela)
- 14.	Ay, qué difícil! (letra: Silvia Roche)
- 15.	Bienvenidos a este show
- 16.	Brain power (letra: Silvia Roche)
- 17.	Bruno y Lucía (tema para programa de TV)
- 18.	Burbujilizando (letra: Enrique Puente)
- 19.	Burbu-rock (letra: Enrique Puente)
- 20.	By the beach (instrumental)
- 21.	Cae la noche
- 22.	Calcetines fosforescentes (letra: Germán Dehesa)
- 23.	Calcetotas amarillas (letra: Enrique Puente)
- 24.	Caribbean nights (instrumental)
- 25.	Chipi-dipi-frapis-tipi (letra: Silvia Roche)
- 26.	Coconut punch (instrumental)
- 27.	Con una sonrisa (letra: Silvia Roche)
- 28.	Con usted
- 29.	Conocerse a sí mismo
- 30.	Conozco todo del amor (letra: Raúl Astor)
- 31.	Copete sentimental (letra: Germán Dehesa)
- 32.	Corazón de peluche (letra: Germán Dehesa)
- 33.	Cuando hay voluntad
- 34.	Cuando pienso en ti (para festival OTI 1978)
- 35.	Cuando yo sea grande
- 36.	Cuarenta y tres segundos (letra: Paco Ignacio Taibo II)
- 37.	Dancing all day long (instrumental)
- 38.	Desde hoy
- 39.	Desde que encontré el amor
- 40.	Desencuentro (telenovela Pacto de amor)
- 41.	Dios es amor (letra: Mónica Rubio)

42.	Disfruta la niñez (letra: Silvia Roche)
43.	Do it with a big smile (letra: Silvia Roche)
44.	Dónde están los asteroides? (letra: Enrique Puente)
45.	Driving at sunset (instrumental)
46.	Dulces vaivenes (instrumental)
47.	Easy walking (instrumental)
48.	Ejercicios (letra: Silvia Roche)
49.	El baile del canguro (letra: Silvia Roche)
50.	El camino del sol
51.	El funeral (instrumental)
52.	El juego que todos jugamos (letra: Alexandro Jodorowsky)
53.	El manantial (tema de Telenovela del mismo nombre)
54.	El nuevo día (letra: Ricardo Delgado)
55.	El poder mágico (letra: Silvia Roche)
56.	El rock de la quesoteca (letra: Silvia Roche)
57.	El rock del chucu-chucu (letra: Silvia Roche)
58.	El Tarolas (letra: Silvia Roche)
59.	El tiempo (letra: Paco Ignacio Taibo II)
60.	Ellos y yo
61.	En aquel tiempo
62.	En la quesoteca (instrumental)
63.	En mi juventud (letra: Silvia Roche)
64.	Enrique Octavo (versión autorizada de Henry the Eight)
65.	Es mi nena
66.	Eso me pregunto yo (letra: Silvia Roche)
67.	Eso que llaman amor
68.	Esperar
69.	Esta ciudad
70.	Este amor es indecente
71.	Este amoroso tormento (letra: Sor Juana Inés de la Cruz)
72.	Este es el dinero (letra: Alexandro Jodorowsky)
73.	Estrellas Palmolive (tema de TV serie)
74.	Fábula
75.	Feeling love, loving you
76.	Frescanaranja (letra: Germán Dehesa)
77.	Fuera de lo común
78.	Fuera tristeza (letra: Raúl Astor)
79.	Grande (letra: Silvia Roche)
80.	Grownups (letra: Silvia Roche)
81.	Guarachá 
82.	Hay noches
83.	Hollywood boulevard (instrumental)
84.	Hoy estoy enamorado
85.	Igual y diferente (del programa Plaza Sésamo)
86.	Imagen de ciudad (¡Qué lío con este trío!) (tema para programa de TV)
87.	In the cheese o tec (letra: Silvia Roche)
88.	In the good old days (letra: Silvia Roche)
89.	La almohada (tema de TV serie)
90.	La bella durmiente (instrumental)
91.	La burla (letra: Raúl Astor)
92.	La casa de mi abuelita
93.	La cena (instrumental)
94.	La cucaracha de las patas chuecas (letra: Silvia Roche)
95.	La pista (letra: Silvia Roche)
96.	La revista increíble de Silvia Pinal (tema de TV serie)
97.	La vida es una fiesta (letra: Silvia Roche)
98.	La vida no es así (letra: Paco Ignacio Taibo II)
99.	Lázaro (letra: Héctor Bonilla)
100.	Learn to walk before you fly (letra: Silvia Roche)
101.	Libertad (para festival OTI 1998)
102.	Like a wild, wild wind (letra: Silvia Roche)
103.	Llegó la primavera
104.	Lo presentía
105.	Los eléctricos
106.	Los papagayos de cabeza hueca
107.	Los tíos y los sobrinos
108.	Main street (instrumental)
109.	Malteada de amor (letra: Germán Dehesa)
110.	Mañana comienza la vida (para festival OTI 1980)
111.	Mandarina mecánica (tema de la TV serie)
112.	Marinero
113.	Menos mal que hay mamás (letra: Silvia Roche)
114.	Mi bicicleta
115.	Mi maldita soledad (letra: Germán Dehesa)
116.	Mi más bella canción (letra: Germán Dehesa)
117.	Mi vecino el reloj (letra: Silvia Roche)
118.	Midnight action (instrumental)
119.	Miel, polen y panal (letra: Silvia Roche)
120.	Mistery island (instrumental)
121.	Mujer en la ventana (letra: Benito Taibo)
122.	Muy buenas noches
123.	Nada me consuela ya
124.	Nada puede suceder (letra: Raúl Astor)
125.	Não me deixe, não
126.	Navegando
127.	Niño amor (letra: Germán Dehesa)
128.	No me vuelvas a dejar
129.	No te olvides
130.	Nostalgia de amigos (letra: Paco Ignacio Taibo II)
131.	Nube caliente (instrumental)
132.	Nuestro sueño
133.	Nuevas tardes (tema de TV serie)
134.	Ópera del candil (instrumental)
135.	Otra vez
136.	Para vivir, para seguir (letra: Paco Ignacio Taibo II)
137.	Paula (de la película del mismo nombre)
138.	Pla-pla-pla
139.	Plaza Sésamo (tema de esa TV serie en México)
140.	Pobre niña pobre
141.	Por las cosas que hicimos
142.	Por qué yo no?
143.	Por una mala mujer
144.	Porque usted es nuestra gente (tema de Imevisión)
145.	Progresión (letra: Paco Ignacio Taibo II)
146.	Qué más puedo pedir? (para festival OTI 1981)
147.	Quiero ser grande (letra: Silvia Roche)
148.	Reflexionemos (Que nos vaya bien)
149.	Reír es lo mejor (tema de “Con N de Nacho”
150.	Resolver el problema
151.	Rina (letra: Raúl Astor) (tema de telenovela)
152.	Risandía (letra: Germán Dehesa)
153.	Rock del chucu-chucu (letra: Silvia Roche)
154.	Rock-o-teca (instrumental)
155.	Romántica y feliz
156.	Ropa interior (letra: Germán Dehesa)
157.	Sábado loco, loco (Tema de TV serie)
158.	Saturno (instrumental)
159.	Seis de enero
160.	Señor del espejo
161.	Señorita México 1995 (instrumental)
162.	Sensuous perception (instrumental)
163.	Separación
164.	Si he sabido, ni nazco (letra: Alberto Isaac)
165.	Si me quieres, pos bien (letra: Alberto Isaac)
166.	Sí que sí
167.	Si quieres irte
168.	Si una pista te despista (letra: Silvia Roche)
169.	Simple distancia gris (letra: Paco Ignacio Taibo II)
170.	Sin compromisos
171.	Sin darme cuenta
172.	Somos super (letra: Silvia Roche)
173.	Soy coqueta
174.	Su majestad el vals (instrumental)
175.	Swing (letra: Germán Dehesa)
176.	Tema de Ana (instrumental)
177.	Tema de Susy (instrumental)
178.	Tema de Ticha (instrumental)
179.	Tema triste (instrumental)
180.	Tiburones rojos (himno equipo de fútbol Veracruz)
181.	Tijeras para el cordobés (instrumental)
182.	Tiqui-ti-tap
183.	Todo hay que comprar (letra: Silvia Roche)
184.	Top guys (letra: Silvia Roche)
185.	Trabajas o estudias (letra: Germán Dehesa)
186.	Tracking tracks (letra: Silvia Roche)
187.	Tropical Manhattan (instrumental)
188.	Tu amor es mío
189.	Un día volaré (letra: Silvia Roche)
190.	Un diez sincopado (instrumental)
191.	Un pequeño olvido (letra: Germán Dehesa)
192.	Una niña moderna (Un chico moderno)
193.	Vals de la quinceañera (letra: Germán Dehesa)
194.	Vals de los madrigales (instrumental)
195.	Verdad y ficción
196.	Video éxitos (tema de la TV serie)
- 197.	Viento salvaje (letra: Silvia Roche)
- 198.	Viva Dámaso! (instrumental)
- 199.	Viva el domingo (tema de TV serie)
- 200.	When you dance with me (Estar junto a ti)
- 201.	Ya somos muchos
- 202.	Yo contigo, tú conmigo